# Самиздат

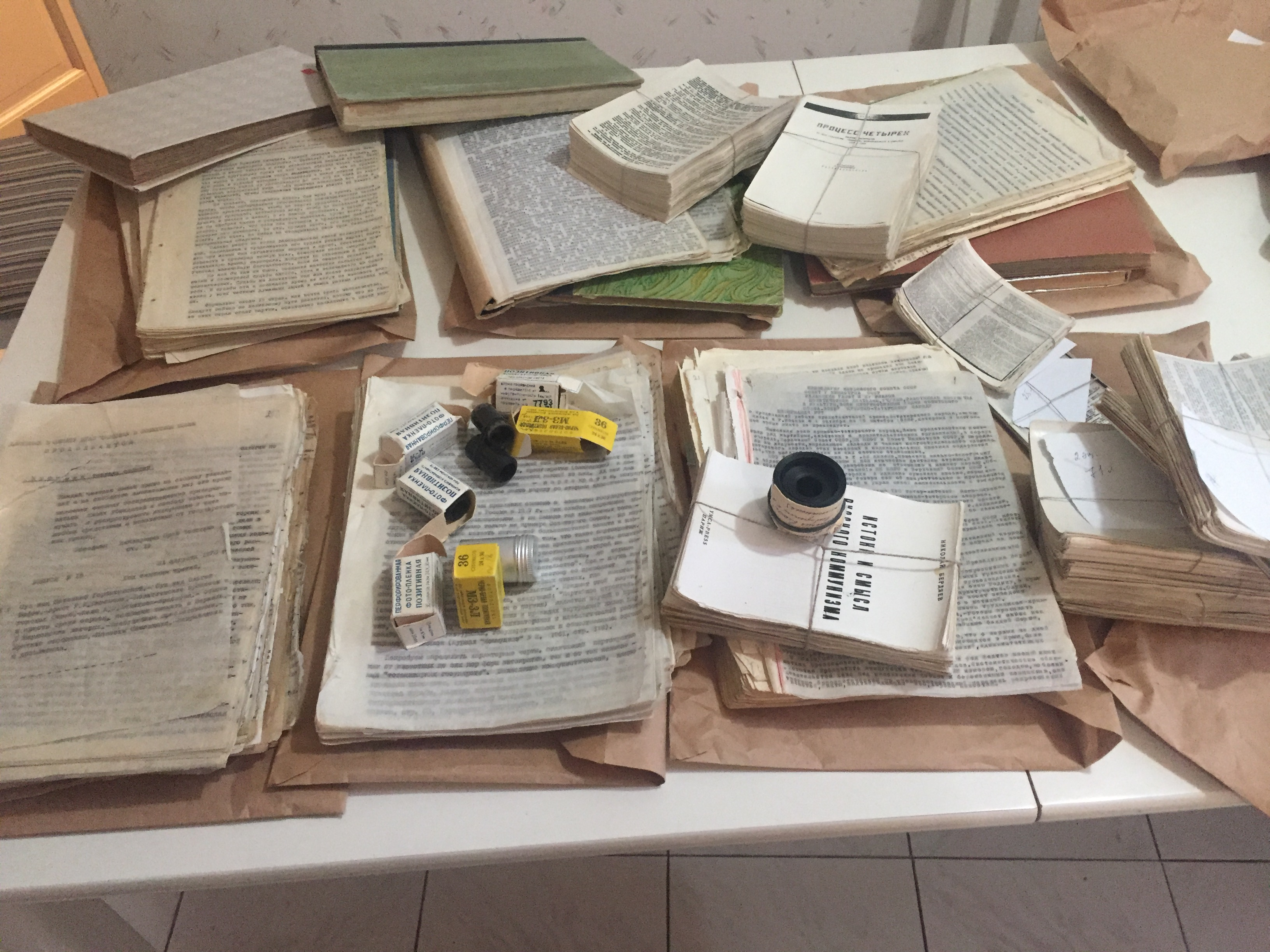
Типичный машинописный самиздат и плёнки с фотокопиями рукописей (для передачи на Запад с целью их публикации за рубежом) на выставке в Москве (2017)

Самизда́т (иронич. портм. от советизмов — сокращённых названий крупнейших советских издательств «Госиздат», «Политиздат», «Воениздат», «Лениздат» в значении «самостоятельное издательство») — способы неофициального и потому неподцензурного производства и распространения литературных произведений, религиозных и публицистических текстов в СССР и связанный с этим явлением сегмент населения (издатели и распространители). Наряду с применением «эзопова языка» и разнообразных иносказательных, междустрочных, относительно легальных форм выражения своей мысли в подцензурной публицистике, самиздат являлся одной из нелегальных форм противодействия цензуре в СССР.
Копии текстов изготавливались автором или читателями без ведома и разрешения партийно-советских инстанций, как правило машинописным, фотографическим или рукописным способами. Советские граждане шли на разные ухищрения, изготавливали самодельные машинки и печатные станки, собранные из похищенных, найденных или кустарно изготовленных деталей. По мере развития техники стали использоваться ксерокопировальные аппараты ранних образцов, магнитофоны и другие устройства, а в годы перестройки — также ЭВМ. Полёт технической мысли советской интеллигенции в сфере распространения своих идей и поиска единомышленников находил своё выражение в самых причудливых формах. Накануне распада СССР, в 1989 году, к моменту своей частичной легализации и ослабевания репрессий самиздат представлял собой целые альтернативные СМИ, функционировавшие параллельно официальной пропаганде. Согласно данным ИАС, было зарегистрировано 323 периодических самиздатских издания: 149 либерально-демократических, 54 марксистских, 33 молодёжных, 39 национальных, 4 пацифистских, 36 христианских, 4 экуменических, 2 кришнаитских и 1 толстовское издание.

## Истоки самиздата
Хотя само слово «самиздат» появилось лишь в середине XX века, с древнейших времен запрещённые произведения передавались друг другу устным и рукописным способом. 
Ещё в XI веке был составлен список отреченных книг, а в XIV веке — индекс запрещённых книг, размещённый в «Погодинском Номоканоне» (впоследствии запрету на распространение также подверглись книги «литовской печати», еретические произведения и старообрядческие труды). Несмотря на такой статус, книги из этих списков пользовались на Руси большой популярностью и имели широкое распространение. 

В XVII—XVIII веках, несмотря на преследования, в народе распространяют песни и сказания о Степане Разине и Емельяне Пугачёве, о чём свидетельствуют архивные документы: «„Дела“ отмечают следствия распространения „молв“, этих „врак“ и „болтаний“, этой „злодейской эхи“. Рассказчикам и передатчикам вырезают языки, наказывают кнутом и шпицрутенами, вкладывают в рот специальный кляп, ссылают под строжайшим надзором, с соответствующим внушением — забыть о своих
рассказах». Другой пример — это созданные в XVII веке новаторские сочинения протопопа Аввакума, которые долгое время распространялись исключительно в среде старообрядцев и были опубликованы для широкого круга читателей только в XIX веке. 
Важным пластом неподцензурной литературы также стала народная поэзия и демократическая сатира XVII века, распространявшаяся в рукописных сборниках среди грамотного крестьянства и средних слоёв городского населения.

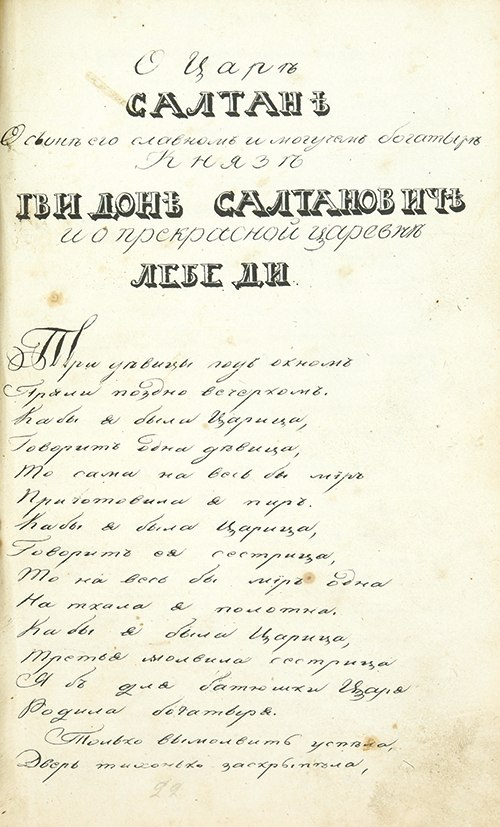
«Сказка о царе Салтане» переписанная вручную священником Александром Протопоповым

В XVIII веке широкое распространение в ряде рукописных редакций получил «Плач — памфлет о крепостной доле». Рукописным способом в XVIII веке также распространялись сатиры А. Д. Кантемира и А. П. Сумарокова. В просветительской деятельности XVIII века большую роль играла разночинная интеллигенция, активно распространявшая как печатную, так и рукописную литературную продукцию. Например, коллежский секретарь Ефим Разнатовский занимался тем, что переводил радикальные и антиклерикальные произведения французских просветителей и распространял их в рукописной форме при помощи своего сослуживца Степана Романова: «Нет сомнений, что Разнатовский, как и Романов, не был исключением; и многие другие представители разночинной интеллигенции пропагандировали различные философские и политические сочинения таким же образом и в той же читательской среде. Ведь не случайно несколько лет спустя митрополит Евгений указывал, что „письменный Вольтер у нас известен столько ж, как и печатный“». По поводу читательской среды XVIII века М. Н. Сперанский отмечал, что различные книги «читались и списывались мелкопоместным дворянством в столицах и в провинции, мелким служилым людом, мещанством и купечеством, низшим духовенством и грамотным крестьянством». Распространением запрещённой литературы в это время также занимался известный издатель и просветитель Н. И. Новиков.
В конце XVIII — начале XIX века «в списках»[уточнить] расходилось запрещённое произведение А. Н. Радищева «Путешествие из Петербурга в Москву». В первой половине XIX века, во время активной деятельности тайных обществ, в Российской империи распространялись воззвания будущих декабристов, а позже — и «народников». На следующий же день после смерти А. С. Пушкина, настигшей его 28 января (9 февраля) 1837 года, в Петербурге (а вслед за ним и в Москве) начали ходить по рукам многократно переписываемые строчки стихотворения М. Ю. Лермонтова «Смерть поэта». В то время это называлось «хождением в списках» (слово «список» обозначало рукописную копию). Так, «в списках», ходила комедия А. С. Грибоедова «Горе от ума», полный текст которой был опубликован только спустя несколько десятилетий после смерти автора — в 1862 году. В середине XIX века запрещённые в России произведения издавались и распространялись посредством Вольной русской типографии, основанной А. И. Герценом в Лондоне. В это же время распространение в народе получили листки с едкими поэмами вологодского опального священника Василия Сиротина (более всего известного как автора песни «Улица, улица, ты, брат, пьяна»). Также в рукописных «изданиях» распространялась гражданская лирика Н. А. Некрасова, стихотворения И. С. Баркова (по причине их непристойности) и непристойные тексты, приписываемые Баркову, но не имеющие к нему отношения. Во второй половине XIX столетия, на фоне роста революционного движения, нелегальная литература, брошюры, листовки и воззвания распространяются в студенческих и социально-демократических кружках при помощи машинописи, гектографов и мимеографов. Л. Н. Толстой при помощи своих последователей тиражировал свои письма на специальном станке в Ясной Поляне: написанное Толстым помещалось под пресс, на копировальном листе оставался точный отпечаток письма, который затем копировался в специально подготовленные копировальные книги, — таких книг набралось девять, — его последователи затем распространяли эти письма среди русской интеллигенции, а охранка и жандармы, тем временем, их отлавливали и высылали из России.
Во время Первой русской революции широкое распространение получают нелегальные прокламации, такие как «Петиция к царю петербургских рабочих 9 января 1905 года» и «К крестьянам», а также стихи с яркой социально-политической окраской. В перечень нелегальной литературы также входили статьи Ленина, работы Г. В. Плеханова, Августа Бебеля, К. Каутского и других. Распространение неподцензурной литературы, но уже другой направленности, продолжится после революции в октябре 1917 года. По мнению Виктора Кривулина, первый при большевиках «самиздат» в виде рукописных сборников известных литераторов появился в «Книжной лавке писателей» Михаила Осоргина в 1918 году. Однако зарождение «самиздата» в собственном смысле этого слова, по мнению того же исследователя, происходит только в 1930-е годы. Причём изначально он распространялся преимущественно в устной форме по причине тотальных арестов.

## Технологии

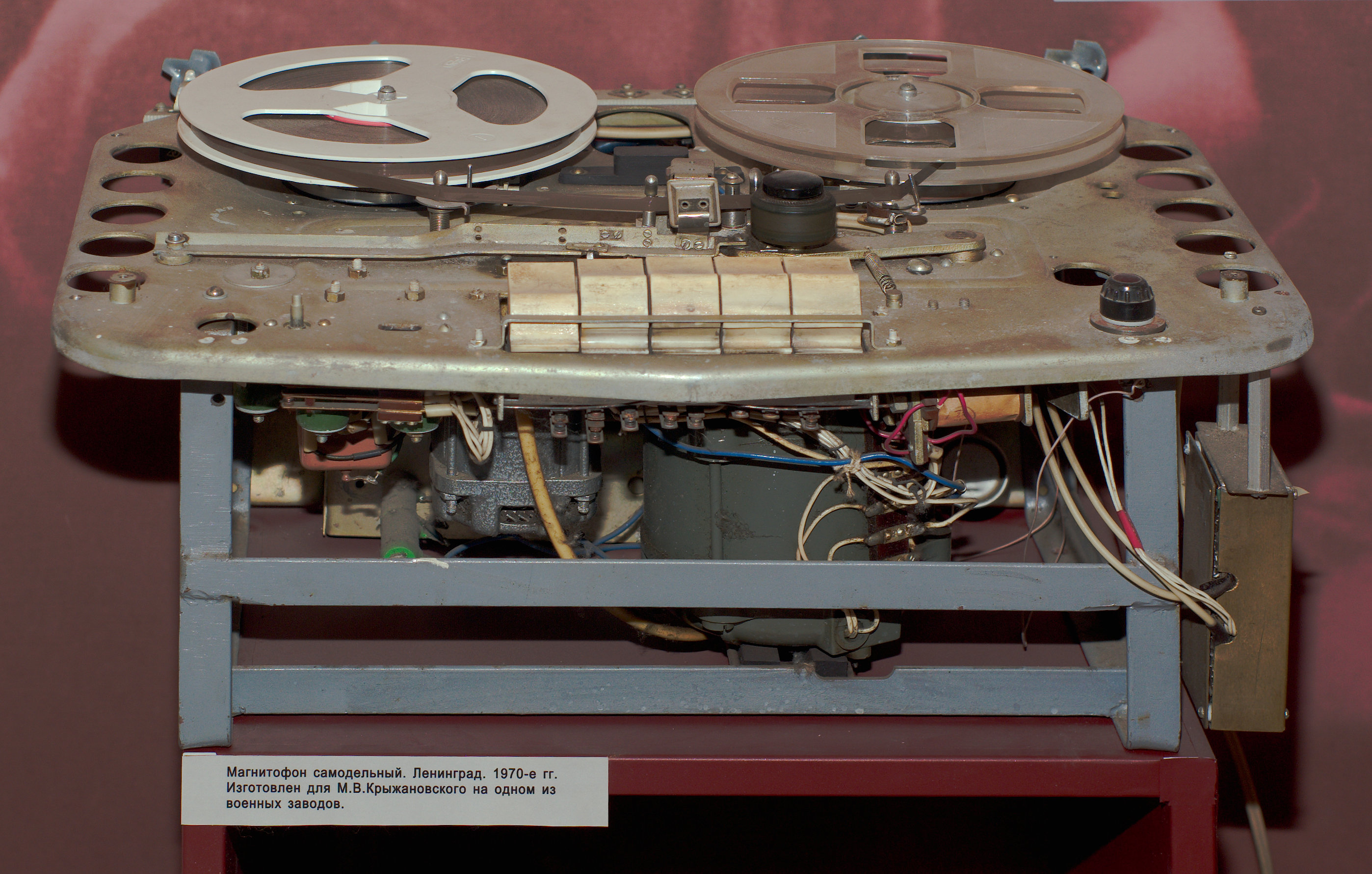
Самодельный магнитофон на базе узлов м/ф «Тембр» (МАГ-59М), принадлежавший М. В. Крыжановскому

Изначально самиздат возник как дешёвая и доступная альтернатива массовой типографской печати и распространялся в рукописном варианте и в виде машинописных копий. Для ускорения процесса размножения использовалась копировальная бумага. При переписке вручную (шариковой ручкой) на газетной бумаге (50 г/м²) отчётливо получалось три копии, при использовании пишущей машинки — пять. На папиросной бумаге копий получалось больше, но ввиду её полупрозрачности можно было использовать только одну сторону листа.
Помимо строгого учёта и контроля за печатным оборудованием, всё, что касалось технологий печати в СССР пребывало под строжайшим секретом. Контролем за этим в каждом учреждении занимались так называемые «первые отделы». Любое печатное оборудование, будь-то пишущие машинки, копировальные аппараты, факсимильные машины, даже копировальные столы помещались в специальные помещения, которые закрывались и опечатывались (нередко опечатывалось и опломбировывалось и само оборудование), доступ посторонних туда был категорически закрыт, инструкции по пользованию засекречены, а любая работа, так или иначе связанная с печатным оборудованием, независимо от того было ли это пользование им, или его обслуживание, требовала от трудоустраивающегося прохождения спецпроверки КГБ и получения соответствующего допуска, вся бумага в учреждениях, особенно копировальная и фотобумага была проинвентаризована (один лист копирки, достать которую можно было только по блату, стоил дороже большинства советских книг), количество израсходованной бумаги тщательно отслеживалось, — такой порядок просуществовал до позднеперестроечного времени. Учёный А. Болонкин вспоминает, как «засел в Ленинке. По крупицам, старым патентам удалось кое-что собрать», а затем начать издавать самиздат. Между тем, проявленный интерес посетителей библиотек к книгам о технологиях печати так же не проходил без внимания КГБ, о подозрительных читателях доносили библиотекари. Интересующиеся печатью попадали «на карандаш» и далее находились под пристальным надзором комитетчиков. Кроме того, обыск и арест можно было навлечь за себя за элементарное владение копировальной бумагой, приобрести которую в магазинах было практически невозможно, а выбрасывать использованную копирку делопроизводителям и машинисткам запрещалось, поскольку её якобы «могли подобрать агенты империализма», поэтому использовалась она до тех пор, пока не была затёртой и пробитой до дыр, а уже потом уничтожалась в присутствии представителя «первого отдела», а об её уничтожении составлялся соответствующий акт.
В 1970‑х годах для размножения самиздата работники некоторых крупных советских институтов стали использовать принтеры (это были первые алфавитно-цифровые печатающие устройства (АЦПУ) больших вычислительных машин) и плоттеры, а также бумагу больших форматов. Для размножения машинописного самиздата в тех же институтах стало использоваться ксерокопирование. Иллюстрации перед размножением фотографировались, печатались на фотобумаге как обычные фотографии и вклеивались вручную в готовое издание. Иногда фотографировалось (на стандартную 35‑мм плёнку) всё издание целиком. Негативы использовались для передачи материалов за рубеж и для размножения. Тем не менее, это также было весьма трудным и опасным процессом.
Начиная с конца 1970‑х годов, в период распространения ЕС ЭВМ и СМ ЭВМ — началось распространение самиздата в виде компьютерных файлов, переносимых от одного ВЦ к другому на магнитных лентах или, реже, дисках.

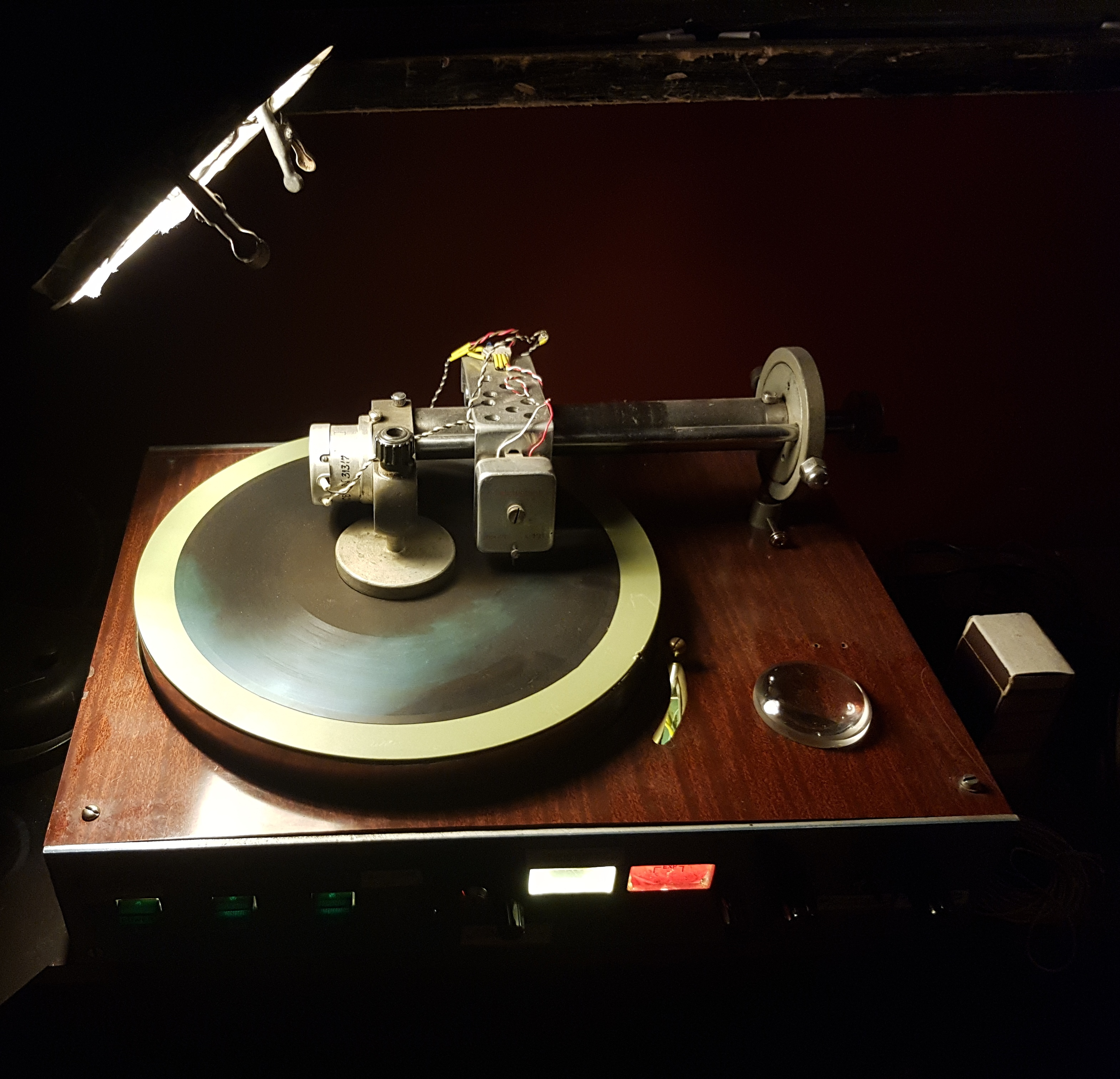
Электрофон приспособленный для записи кустарных грампластинок — «рёбер»

Методом самиздата распространялись не только литературные произведения, публицистика и изображения, но и музыка. Аудиопроизведения либо нарезались иглой самодельного фонографа на старых рентгеновских снимках («на костях»; 1950—1960‑е годы), либо записывались на магнитофон и впоследствии копировались друг у друга. В 1970—1980-е годы это породило феномен магнитоальбомов.

## Терминология
Название «самиздат» появилось в народе как естественная пародия на названия советских государственных издательских организаций вроде «Госкомиздат», «Политиздат» и т. п. Вероятно, первым близкое по смыслу и форме слово «самсебяиздат» употребил поэт Николай Глазков, уже в 1940‑е годы ставивший это слово на изготовленных им раскрашенных и переплетённых машинописных сборниках своих стихов.
Согласно Александру Даниэлю, самиздат — это «специфический способ бытования общественно значимых неподцензурных текстов, состоящий в том, что их тиражирование происходит вне авторского контроля, в процессе их распространения в читательской среде».
Владимир Буковский в автобиографическом романе «И возвращается ветер…» дал следующее определение «самиздату»: «Самиздат: сам сочиняю, сам редактирую, сам цензурирую, сам издаю, сам распространяю, сам и отсиживаю за него».
Слово «тамиздат» часто встречалось рядом со словом «самиздат»; иногда как противопоставление. «Тамиздатом» назывались запрещённые книги и журналы, изданные «там», то есть за рубежом. Эти книги также копировались или переснимались, и «незаконно» распространялись.
Термины «самиздат» и «тамиздат» стали интернациональными, как и некоторые другие слова, пришедшие из СССР, например, «спутник», «КГБ», «перестройка», «гласность». В 1970‑х годах самиздат был столь широко распространён, что про него даже был сочинён анекдот: «Бабушка для внука перепечатывает на машинке „Войну и мир“ — внук ничего, кроме самиздата, не читает».
Евгений Попов пытался, наряду с «сам-» и «тамиздатом», говорить о «здесьиздате», приводя в пример неофициально и нелегально опубликованный в СССР альманах «Метрополь».
Неофициальное распространение магнитофонных записей получило название «магнитиздат» или «магиздат».

## Неполитический самиздат
Возникновение советского самиздата после сталинской эпохи было в значительной степени связано с художественной литературой. Лилианна Лунгина вспоминает:

Поскольку книги величайших русских поэтов двадцатого столетия не переиздавались и их имена были вычеркнуты из истории культуры, Леонид Ефимович Пинский взял на себя инициативу разыскать старые книжки или заграничные факсимильные переиздания, чтобы сделать копии. Стихи Цветаевой, Мандельштама, Гумилёва, Ходасевича перепечатывали на машинке в четырёх экземплярах, а то и переписывали от руки, переплетали в маленькие брошюрки и их передавали друг другу. Многие из наших друзей последовали этому примеру.

По мнению искусствоведа Екатерины Дёготь, у бытования в СССР неполитического самиздата имелось и эстетически-культурологическое измерение:

Феномен книг, напечатанных на машинке в нескольких экземплярах, возник в СССР после Второй мировой войны, на волне распада тотальности и стихийной реставрации частного. Характерно, что самиздат не видел разницы между новыми текстами и переводами запрещённых авторов: перепечатывание было не механическим процессом, но родом личной апроприации, продиктованной неудовлетворённостью и страданием. Затем произошло очищение техники от этого ноюще личного характера — начали выходить самиздатовские журналы… После этого уже можно было осознать плохую «четвёртую копию» эстетически — как форму критики текста.

В дальнейшем наряду с откровенно диссидентскими трудами в самиздате распространялись и политически безобидные, но по тем или иным причинам не вошедшие в официальную «обойму» произведения, например переводы книг Туве Янссон и Джона Рональда Руэла Толкина.
В самиздате распространялись также:
- кулинарные рецепты
- рецепты алкогольных коктейлей и самогоноварения
- Рамачарака. «Хатха-йога». Йогийская философия физического благосостояния человека" (ксерокопия машинописи)
- фэнзин

Копировались и перекопировались топографические карты, переснимались порнографические материалы, модельные лекала и выкройки из западных журналов (например, «Плейбой», «Бурда-моден») и прочее.
Были достаточно широко известны также самиздатные материалы и труды (например, В. Г. Ажажи, Феликса Зигеля) по неприветствовавшейся и засекреченной тогда в СССР теме НЛО и уфологии.
Особняком в самиздате стоит фанфик — цикл романов, написанный неизвестными авторами по мотивам романов об Анжелике А. и С. Голон. Известно два произведения этого цикла (машинопись):
- «Берберийская рабыня» (книга 4);
- «Корона Плесси-Бельер» (книга 6).

Особая тема — рок-самиздат: самодельные машинописные журналы «Рокси», «Ухо», «Зеркало» и другие, рассказывавшие об отечественной и зарубежной рок-музыке.
Бытовал мелкий коммерческий самиздат по продаже (особенно в поездах, электричках, на рынках) тех же рецептов, выкроек; а также календариков − например, с фотопортретами В. Высоцкого; опального Сталина, Брюса Ли; эротики, животных.

### Церковный самиздат

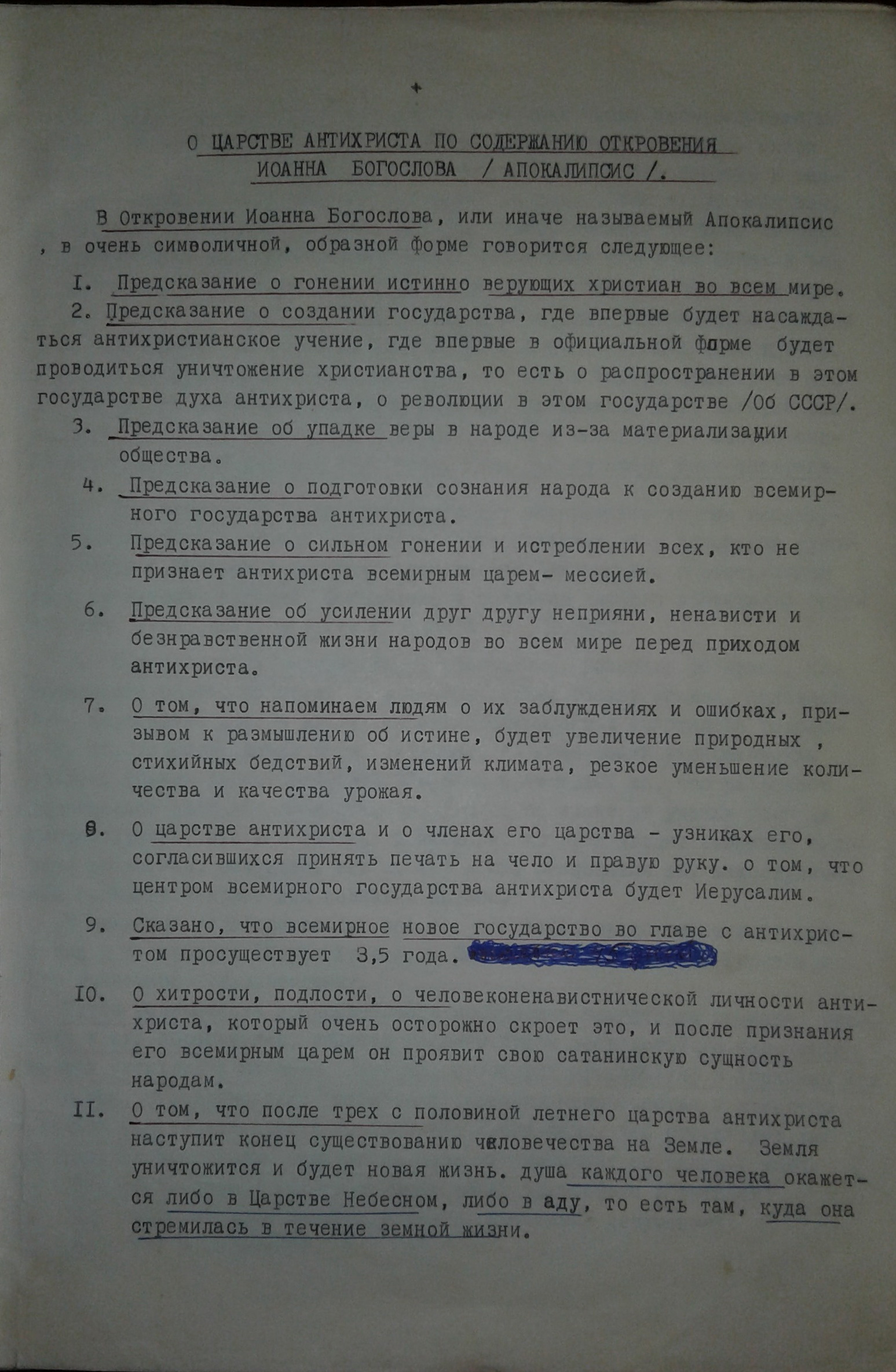
Страница из самиздатовской машинописи «О царстве антихриста». Из собрания Е. Ф. Захаровой. Чебоксары, начало 1980-х гг.

Под церковным самиздатом в понимается комплекс текстов, растиражированных кустарным способом и распространявшийся в среде православных верующих без санкции без санкции уполномоченных государственных органов. Церковный самиздат начал активно развиваться ещё в 1920-е годы, когда получило большое распространение размножение документов в частном порядке — путём переписывания, перепечатки на пишущей машинке, иногда копирования на примитивной множительной технике. Эти материалы играли роль церковной печати — знакомили с событиями церковной жизни, выражали убеждения в правоте автора или группы единомышленников, обличали идейных противников, а также служили для связи с заграничными деятелями. Многие документы, распространявшиеся в копиях, были анонимны, и порой в связи с этим в среде историков возникает полемика об их авторстве. Анонимность была обусловлена тем, что размножение подобных материалов, в случае их обнаружения, грозило репрессиями не только авторам материалов и упомянутым в них лицам, но и простым переписчикам. За нелегально распространяемыми материалами ОГПУ вело настоящую охоту. Журналист М. М. Брендстед, живший в 1920-е годы в СССР, но затем выехавший на Запад, писал: «Собрания… под названием „архивов“ хранятся обычно не дома в столе или на этажерке, а в корзинах или в чемоданах где-либо у безобидной знакомой старушки под диваном или на шкафу, часто даже без её ведома, или где-нибудь на даче в сарае или на чердаке. <…> Иногда такие архивы у неосторожных и легкомысленных лиц залёживаются в квартире. <…> Тогда эти „архивы“ рано или поздно делаются добычей ГПУ и всегда являются лакомым блюдом для производящих обыск чекистов. Провал „архива“ вселяет тревогу в окружающей среде, ибо хотя рукописи переписываются и анонимны, но ГПУ довольно быстро расшифровывает аноним, если не персонально по отношению к автору, то ту среду, в которой могла появиться соответствующая рукопись, и начинается форменная облава». Такие документы являются важнейшими источниками в области истории Русской Православной Церкви эпохи гонений.
В послевоенное время в условиях советской действительности церковная среда представляла собой глубокую периферию общественной жизни и формировалась из маргиналов, вытолкнутых советской властью на социальную обочину. Специфическое положение церковных людей в СССР определяло репертуар текстов самиздата, их идеологическую направленность. В форме самиздата в т. н. «прицерковной» среде распространялись: богослужебные тексты, кустарные копии дореволюционных изданий, духовные стихи, тематические сборники, произведения фольклора, апологетическая литература, эсхатологические и конспирологические тексты и др. Прежде всего, самиздат решал проблему спроса на богослужебную и вероучительную литературу в условиях советского дефицита. Важной функцией церковного самиздата была трансляция неподцензурных текстов, которые формировали идеологию церковных людей. Создание, передача и владение текстами самиздата с одной стороны сплачивало воцерковленных в особый социум, с другой — сообщало церковным людям чувство сопричастности к некоему тайному знанию, отделяло прицерковную среду от советского общества неверующих. Наконец, тиражирование произведений самиздата могло рассматриваться как дополнительный заработок для верующих, которые, зачастую, были заняты на малоквалифицированных и низкооплачиваемых работах.

## Репрессии против самиздата
Далеко не всегда самиздат был антисоветским по своему содержанию. Как полагает писатель Олег Виговский, независимо от своего содержания, самиздат по определению считался дерзкой вылазкой против советской идеологии, за которую власти всегда готовы были карать непослушных.
Распространителей самиздата преследовали через прокуратуру и КГБ. Антология преследований (как и других репрессий) называлась «Хроника текущих событий» и тоже распространялась в самиздате. Распространение информации о репрессиях подавлялось особенно жестоко и тоже попадало в «хронику».
Преследование самиздата противоречило международным соглашениям, подписанным Советским Союзом в Хельсинки. Были организованы группы содействия выполнению Хельсинкских соглашений в СССР, см., например, Московская Хельсинкская группа. Документы Хельсинкских групп выходили как в «сам-», так и в «тамиздате». Изготовление и распространение этих документов преследовалось властями; участников Хельсинкских групп выгоняли с работы, арестовывали и подвергали принудительному лечению (карательная психиатрия).
Несмотря на репрессии, поток самиздата ширился. Председатель КГБ Ю. Андропов в 1970 году в секретном сообщении ЦК отмечал: «За период с 1965 года появилось свыше 400 различных исследований и статей по экономическим, политическим и философским вопросам, в которых с разных сторон критикуется исторический опыт социалистического строительства в Советском Союзе, ревизуется внешняя и внутренняя политика КПСС, выдвигаются различного рода программы оппозиционной деятельности».

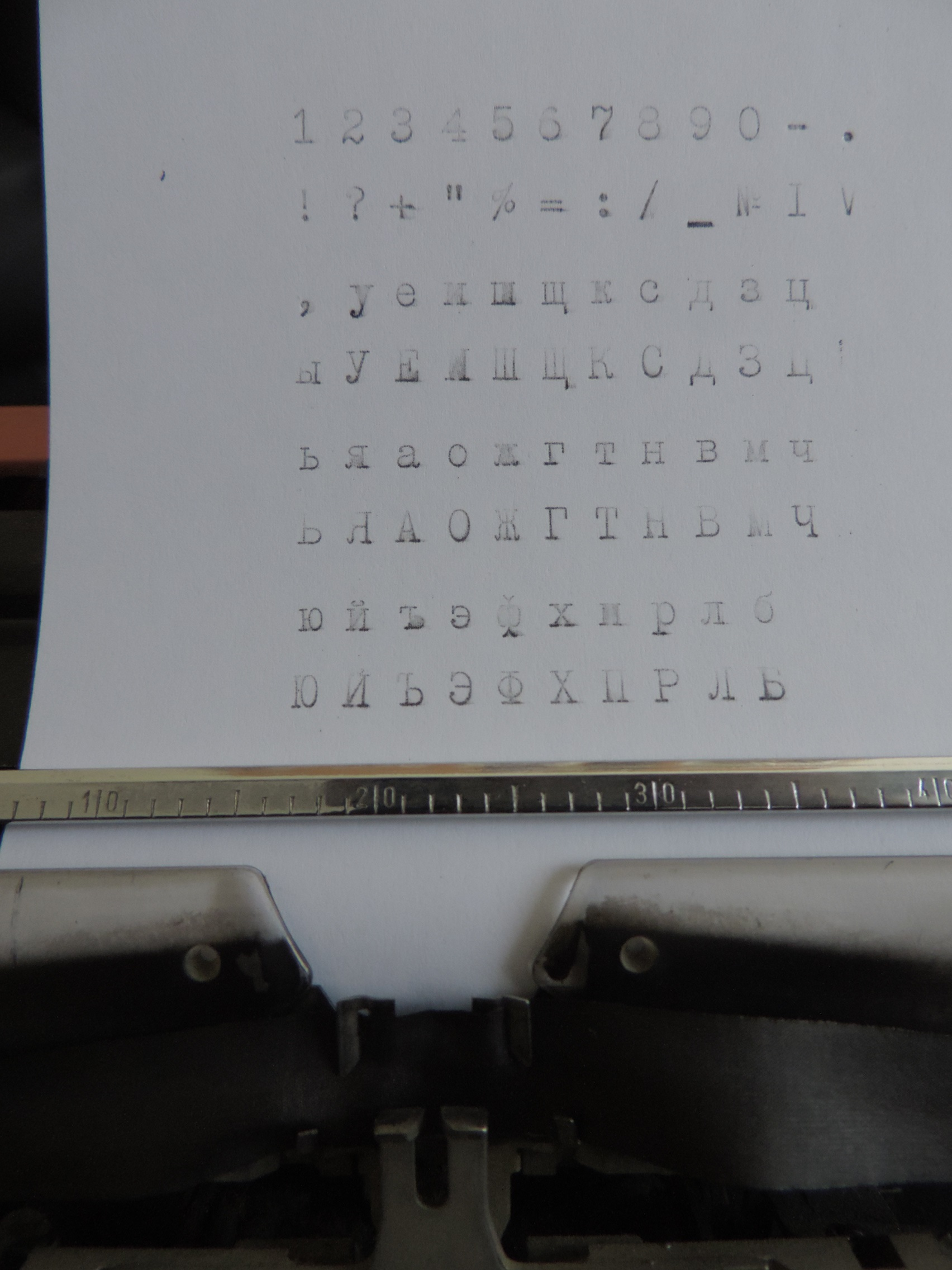
Шрифт каждой печатной машинки столь же уникален и неповторим как узоры пальца руки. Это позволяло КГБ быстро устанавливать происхождение текстов и задерживать напечатавших

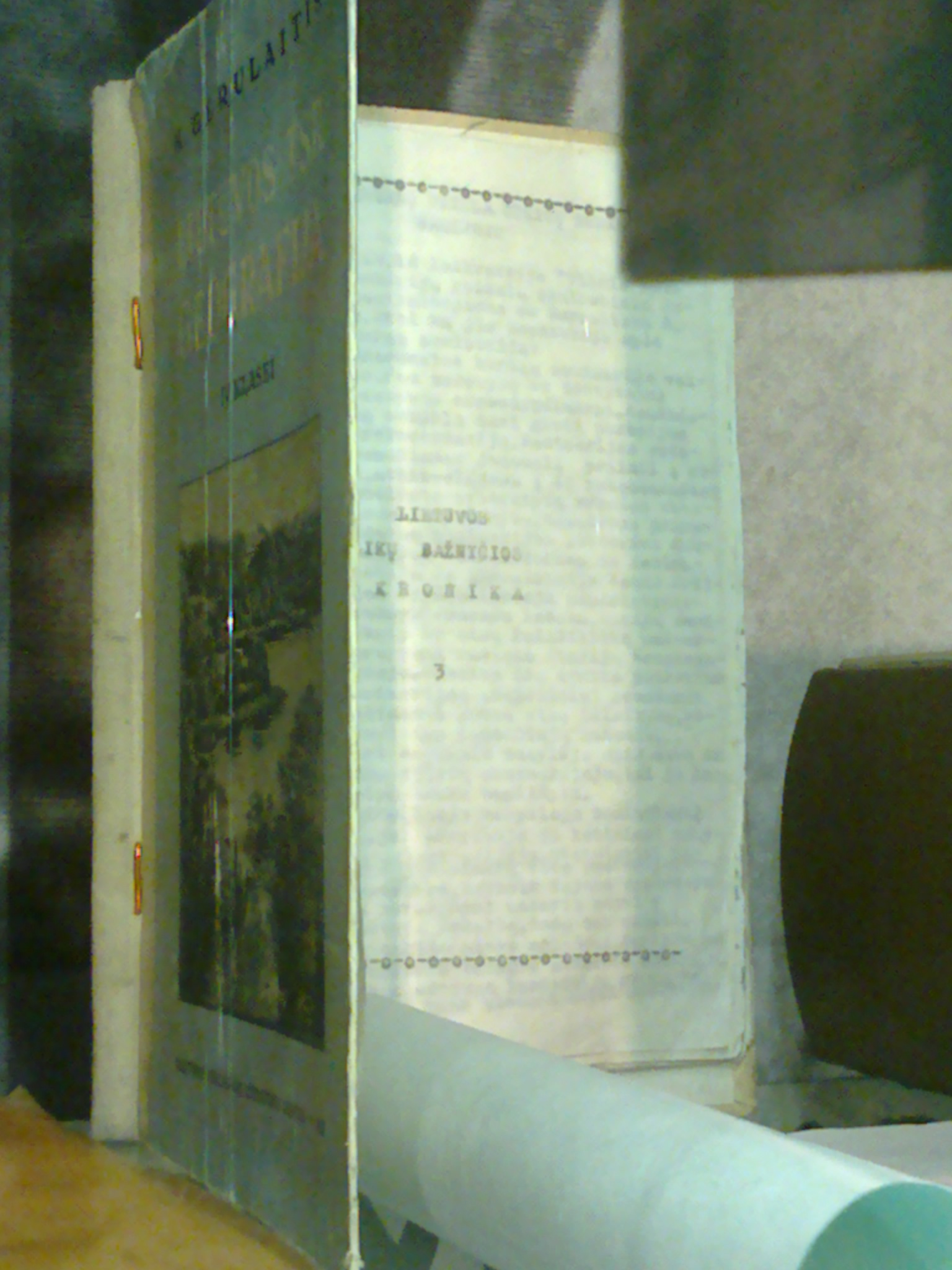
Номер «Хроники Литовской католической церкви», спрятанный в обложке от «Географии Литовской ССР». Экспонат в Музее оккупаций и борьбы за свободу

Параллельно с технологиями самиздата развивались технологии органов госбезопасности по противодействию ему. Со сталинских времён каждая печатная машинка и каждый образец типографского оборудования, как уже имеющиеся с царского времени, так и вновь производимые промышленностью или ввозимые из-за рубежа, подлежали обязательной инвентаризации. С каждой такой единицы инвентаря ещё на заводе брался контрольный образец печати — листок бумаги с оттиском (для печатных станков) или напечатанными на нём всеми литерами и символами данного печатающего устройства, который затем передавался в соответствующее учётное подразделение КГБ, представлявшее собой картотеку с образцами печати всех проинвентаризованных печатных устройств на территории СССР. После того как советская промышленность стала производить пишущие машинки для индивидуального пользования, такой же листок отправлялся и из магазинов с ФИО покупателя индивидуальной пишущей машинки.
Процедура забора контрольных образцов проводилась вплоть до краха коммунистического режима и распада СССР. Каждая печатная машинка и каждый типографский станок имеет свои, сугубо уникальные микроскопические элементы, неповторимые как узор человеческого пальца, позволяющие по образцу печати точно определить его происхождение. По попавшему в руки сотрудников КГБ самиздатовскому материалу экспертам-криминалистам методом сличения образцов с имеющимися в картотеке в течение суток удавалось установить абсолютно точно, на каком объекте (предприятии, учреждении, квартире) зарегистрировано печатное оборудование, на котором был отпечатан данный материал. В качестве референтных значений для этого в лаборатории измерялись в микрометрах величины горизонтальных отступов (интервал) между определёнными, наиболее часто употребляемыми сочетаниями символов с пробелами и без, — для каждой машинки (а так же типографских и матричных печатающих устройств) эти значения уникальны и не повторяются, — невооружённому глазу эти промежутки кажутся одинаковыми, но при использовании сравнительного криминалистического микроскопа с микрометровой шкалой или окулярным микрометром видимая разница между разными контрольными образцами колоссальна и легко замеряема: за реперные принимались геометрически серединные точки двух сопоставляемых оттисков — это позволяло нивелировать размазанные очертания контуров печатных символов, образующиеся в результате использования новой печатной ленты или нескольких слоёв копирки, поскольку эти значения постоянны и от нечёткости и тому подобных дефектов печати не зависят. Эта процедура, именуемая оценкой зависимости соотношения между печатными элементами и пробельными участками, путём замера двух и более сочетаний символов исключает возможность случайных совпадений, чтобы исключить ошибки субъективного порядка при сопоставлении.
Также замерялись диагональные интервалы до запятых и точек, и вертикальные отступы — оборот каретки (похожая криминалистическая процедура сравнения референтных числовых параметров микроизмерений применяется при разоблачении фальшивомонетчиков). Благодаря этим числовым значениям все имеющиеся в картотеке образцы было легко проиндексировать и каталогизировать в хорошо структурированную цифровую базу данных поисковой системы и обращаться к ним при необходимости. За существенное упрощение поискового процесса разработчики названных методик были представлены к государственным наградам и премиям. Широкое введение в делопроизводство перфокартных считывающих устройств ещё более ускорило процесс поиска по картотеке, ранее осуществлявшийся архивистами. Схожая процедура проводилась при почерковедческой экспертизе образцов рукописного текста. Сложнее обстояло дело с иностранными, преимущественно восточногерманскими машинками, которые загранработникам удавалось тайно провезти в личном багаже в СССР. Но имевшиеся в картотеке образцы для сверки позволяли точно определить марку и модель машинки, что само по себе весьма сужало круг поиска и поимка неизвестного печатника становилась вопросом времени, — в таких случаях отрабатывался круг лиц, которые были за границей там, где производятся или продаются искомые иностранные печатные машинки, а также налажены связи с аналогичными органами в соцстранах для получения информации о покупателях иностранного печатного оборудования из числа советских граждан.

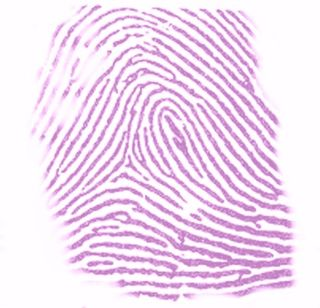
Отпечаток пальца на бумаге после обработки раствором нингидрина, что позволяет выявлять следы очень большой давности — до 30 лет

Кроме того, поскольку материалы самиздата обыкновенно передавались из рук в руки, путём обработки бумаг нингидрином (до 1960-х в СССР для этих же целей применяли железный порошок различной дисперсности и быстро улетучивающиеся пары йода) определяли всех причастных по проявленным отпечаткам пальцев, оставленным на конфискованных материалах, — чтобы изготовить и передать самиздат при этом не оставив на нём своих следов необходимо было быть искушённым подпольщиком. В этих же целях власть всячески стимулировала юридическую безграмотность населения и неосведомлённость даже об элементарных разыскных приёмах, — для этих целей, многочисленная агентура влияния распространяла лживые слухи о том, что на бумаге «не остаётся» отпечатков пальцев, либо что они «быстро исчезают», что по машинописному тексту «невозможно отследить» напечатавшего, и тому подобную дезинформацию (такие профанные утверждения можно встретить в печати до сих пор). Наконец, поскольку подавляющее большинство населения страны, включая интеллигенцию, жило в стеснённых условиях коммуналок и общежитий, где об уединении и какой-либо приватности можно было только мечтать, средством разоблачения инакомыслящих оставался донос соседей, сотрудников, соучеников и прочих окружающих. Эти и ряд других методов обеспечивали быструю поимку самодеятельных издателей. Кроме того, как стало известно уже после распада СССР, те или иные самиздатовские материалы были отпечатаны КГБ и распространены в диссидентской среде агентами-провокаторами для отвлечения внимания от действительно опасных для власти материалов и установления тех граждан, кто заинтересуется этими материалами, с последующим арестом незадачливых диссидентов, не знакомых с методами агентурно-провокационной работы КГБ: Как отмечал писатель и диссидент А. А. Амальрик, одним из методов агентурно-провокационной работы КГБ была дискредитация путём дезинформации (т. н. «активные мероприятия»). Иногда КГБ специально распространял слухи, что настоящий самиздат — дело рук КГБ для снижения эффекта воздействия такой литературы. Такой метод применялся в том числе по отношению к нему самому в связи с публикацией его книги-эссе «Просуществует ли Советский Союз до 1984 года?»: 
|                                       |  |  | Мне кажется, что если бы действительно моя книга была делом рук КГБ, ее значение снизилось бы: в моем случае это был честный анализ, в случае КГБ — попытка дезинформации. … Почтенная писательница Вера Панова считала Бориса Пастернака опасным провокатором за то, что он написал „Доктора Живаго“ и вызвал тем самым гнев властей против интеллигенции … По мнению г-жи Бронской-Пампух, немецкой коммунистки, побывавшей в сталинских лагерях, весь самиздат — хитрая провокация КГБ для введения в заблуждение заграницы. |
| Андрей Амальрик. «Записки диссидента» |  |  | |

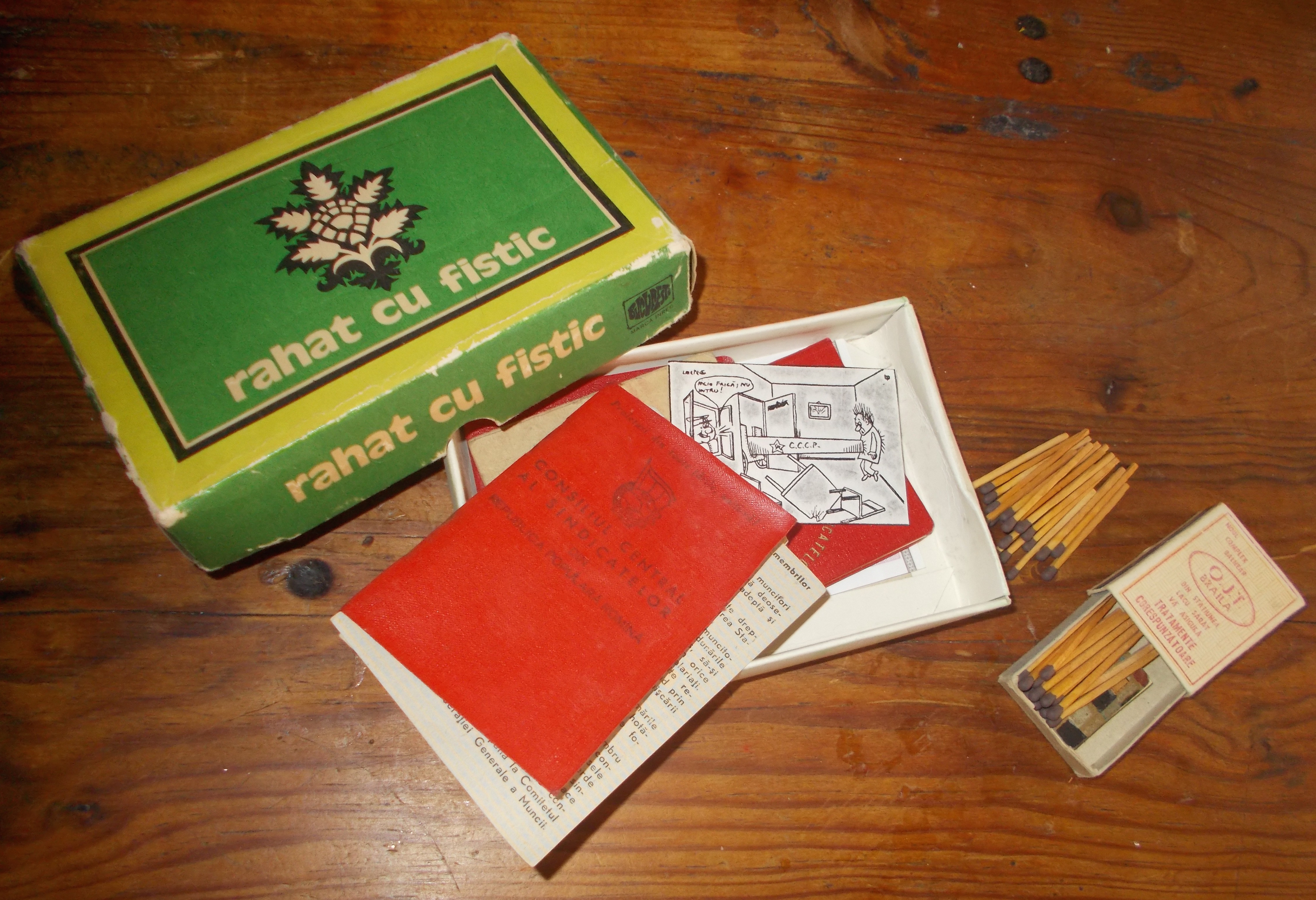
Румынский самиздат в спичечном коробке, коробке из-под рахат-лукума с фисташками, под обложкой профсоюзной книжки ЦСП СРР

Прямо не заявляя о подложности материалов самиздата, британский писатель Джордж Оруэлл выстраивает сюжетную линию своего magnum opus «1984» таким образом, что книга, являющаяся «библией подпольщиков», — «Теория и практика олигархического коллективизма», — трепетно передаваемая от подпольщика подпольщику с соблюдением строжайшей конспирации, в итоге повествования оказывается провокацией властей для выявления «мыслепреступников».
В целях конспирации, чтобы скрыть от любопытных взглядов окружающих содержимое самиздата, он оборачивался в обложки от всевозможных официальных изданий и художественной литературы. Опытные подпольщики прибегали к разным ухищрениям, так Сергей Медведев вспоминает, что в «джентльменский набор диссидентов» входил паяльник, чтобы переплавлять шрифт и таким образом сбивать КГБ со следа. Как отмечается в книге «Филипп Бобков и пятое Управление КГБ», чтобы выявить как можно больше инакомыслящих, в погоне за показателями своей успешной деятельности, КГБ мог оставить на свободе того или иного задержанного, если тот соглашался на сотрудничество со следствием и выдавал всю цепочку известных ему читателей неподцензурного материала. После вскрытия всей цепочки от издателей до конечного читателя, все установленные лица задерживались, им устраивали допросы, очные ставки, чтобы заставить задержанных оговорить себя и друг друга, получить признательные показания.

## Перестройка и ослабевание репрессий

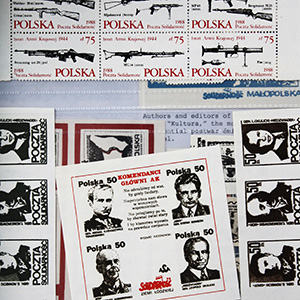
Польские самиздатовские марки 1980-х гг.

Несмотря на популярное заблуждение о том, что самиздат исчез сам собою в процессе Перестройки, это не соответствует действительности. И даже объявленная Горбачёвым «политика гласности» была лишь заявлена, но к каким-либо практическим и осязаемым результатам в сфере свободы печати и информации сразу же не привела, поскольку не было никаких практических механизмов реализации задекларироваванных Горбачёвым принципов «гласности», — печатное оборудование продолжало находиться под замком, цензура продолжала свою работу с поправкой на новые указания руководства страны, продолжали свою работу разного рода комиссии и советы, определявшие чьи произведения и в каком объёме публиковать, кого пускать на сцену, кому давать трибуну, кому и сколько предоставлять эфирного времени и т. п. Как отмечалось в журнале «Soviet Analyst» 15 июля 1987 года на основе интервью со связанными с советской печатью инсайдерами, в СССР ни один печатник не пустит в печать ни одну книгу, журнал, газету, даже обёртку конфет без штампа Главлита с номером, печатью и подписью дозволившего печать цензора, а объявленные советским правительством 28 июня 1987 года «упразднение» Главлита и якобы увольнение 10 тыс. его сотрудников были отвлекающим манёвром, в ходе которого главлитовцы переназвались и приняли новую организационную форму, но работу свою не прекратили.
В этой связи, как полагают зарубежные исследователи, Горбачёв не собирался просто легализовывать самиздат, вместо этого советская верхушка планировала расширить количество печатных изданий, радио- и телепередач (доступа к распространению своих взглядов в других формах, в частности, по телевидению и радиовещанию у советских инакомыслящих не было до распада СССР) и расставить у руководства ими назначенных из Москвы партийно-комсомольских аппаратчиков вместо неподконтрольных самодеятельных издателей самиздата, таким образом реализовав провозглашаемый Горбачёвым «плюрализм» в директивном порядке. Но протестные настроения населения возобладали над партийным курсом номенклатуры на поддержание прежнего статус кво, в результате политика эта потерпела крах, что привело к утрате властями централизованного контроля за сферой информации и краху всей советской системы как таковой.

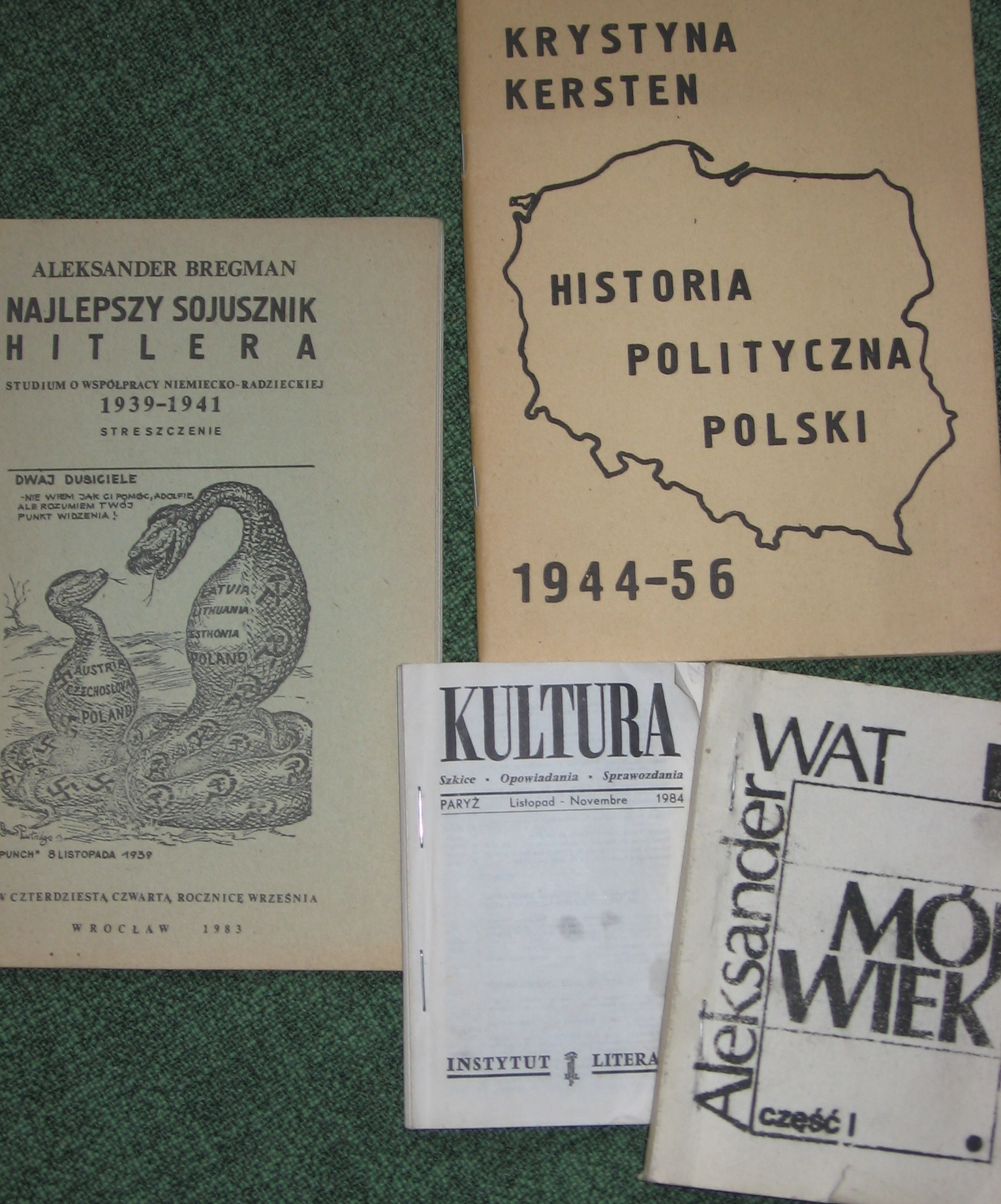
Разнообразный польский самиздат 1980-х гг.

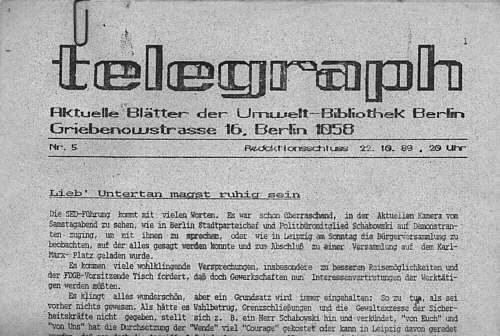
Отпечатанный на принтере восточногерманский самиздат (1989)

С конца 1980‑х годов машинописная и рукописная формы самиздата уходят в прошлое, а основным инструментом размножения становится алфавитно-цифровое печатающее устройство (АЦПУ) и матричный принтер. Тогда же в самиздат приходит коммерция: распечатанные на принтере «Штирлиц» П. Асса и Н. Бегемотова, а также подборки политических анекдотов распространяются по почте наложенным платежом, копируются на дискетах и распространяются по сети «Фидо». В процесс, опять же включаются партийные аппаратчики, — увидев бесперспективность борьбы с инакомыслием при изменившихся технологиях массовой информации, они, возглавив крупнейшие, теперь уже частные издательства, начинают массово тиражировать и продавать литературу, ещё совсем недавно признававшуюся антисоветской, и до 1991 года хранившуюся в спецхранах.
С начала 1990‑х годов и до настоящего момента для изготовления первой копии издания используется лазерный принтер, а потом оно размножается на ксероксе или на ризографе. В связи с общедоступностью оргтехники и расходных материалов на лазерном принтере может быть распечатан и весь тираж издания (уже с середины 1980‑х на западе получили распространение так называемые «персональные издательства»). Машинописный самиздат сейчас практически не встречается, зато некоторые рукописные издания сами по себе являются художественными произведениями.
В середине 1990‑х годов в связи с массовым распространением персональных компьютеров и неразвитостью глобальных сетей были единичные попытки распространения самиздата на дискетах в виде интерактивных журналов с ASCII-картинками (см. disk magazine), однако электронная форма передачи быстро вытеснила как бумажные, так и магнитные носители.

### Судьба термина
Во времена усиления «борьбы с пьянством и алкоголизмом» слова «самиздат» или «рукопись» были жаргонными названиями самогона.
В XXI веке слово «самиздат» иногда используется также в качестве обозначения зарегистрированных изданий, которые распространяются через Интернет и находятся в открытом доступе (соответственно, не являются «самиздатом» в исходном значении слова). Дискутируется вопрос, допустимо ли журналы, выходившие в последнее десятилетие XX века, да и любую не преследуемую издательскую деятельность, называть самиздатом.
Слово «самиздат» вошло в английский язык (англ. samizdat) как название неподконтрольной властям литературы в тоталитарных и авторитарных странах, включая Кубу, Китай, Северную Корею.

## Наследие самиздата

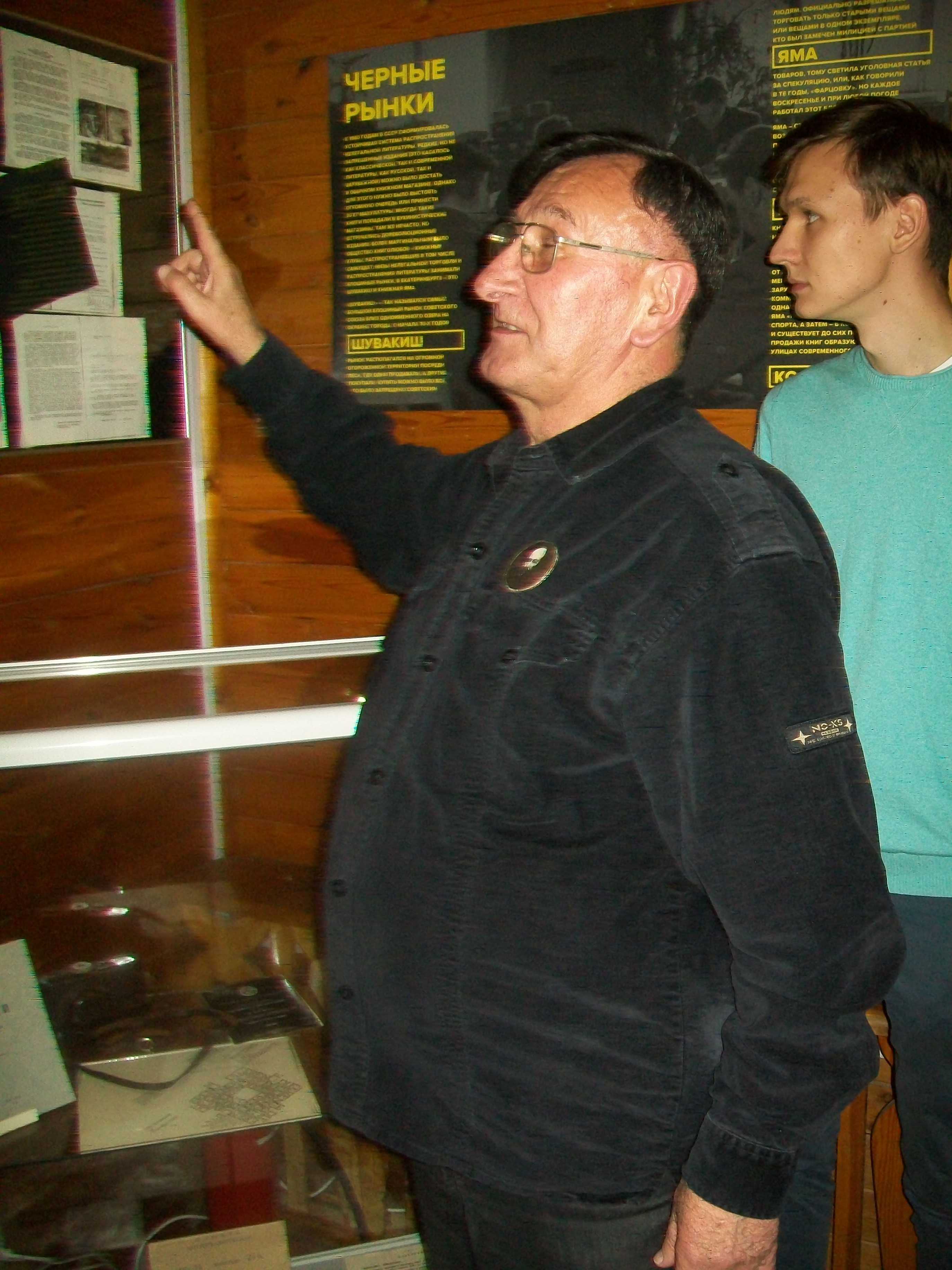
Диссидент Виктор Пестов ведёт экскурсию по первой в Екатеринбурге выставке самиздата, 2018 год

Крупнейшая по объёму коллекция советского самиздата хранится в архиве «Радио Свобода», вторая по объёму — в архиве общества «Мемориал». Значительной коллекцией советского самиздата также обладают архив Института изучения Восточной Европы при Бременском университете и русский архив Университета города Лидс. Одна из крупнейших архивных коллекций самиздата в зарубежье находится в центре «Христианская Россия» (итал. «Russia Cristiana») в Сериате, Италия. Из частных коллекций известность получила «подпольная публичная библиотека» Вячеслава Игрунова и Петра Бутова.
Культура самиздата детально отображена в нескольких художественных произведениях, включая роман Людмилы Улицкой «Зелёный шатёр» (2010).